# Jia Xiuquan
Jia Xiuquan (賈秀全T, 贾秀全S, Jiǎ XiùquánP; Dalian, 9 novembre 1963) è un allenatore di calcio ed ex calciatore cinese, di ruolo difensore.

## Palmarès

### Giocatore

#### Club
- Campionato cinese: 3

Bayi: 1977, 1981, 1986
- Coppa di Jugoslavia: 1

Partizan: 1988-1989

#### Individuale
- Miglior marcatore della Coppa d'Asia: 1

1984
- Miglior giocatore della Coppa d'Asia: 1

1984